# 부카섬

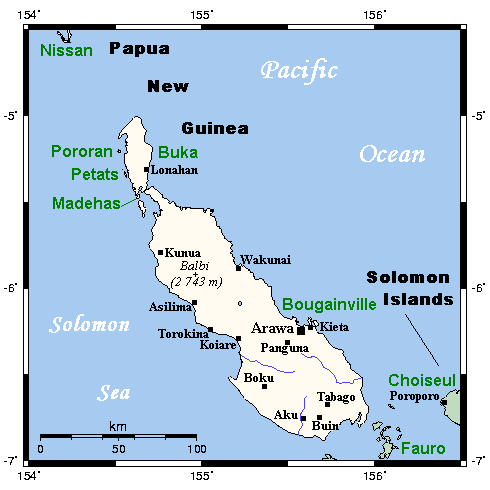
부건빌섬과 부카섬

부카섬(Buka Island)은 파푸아뉴기니 부건빌 자치주에서 두 번째로 큰 섬으로, 남쪽에 있는 부건빌섬과는 거리가 좁은 편이다. 1768년 세계 일주 항해에 나선 프랑스의 탐험가 루이 앙투앙 드 부겐빌이 이름을 붙여주었다. 제2차 세계 대전 때 일본은 이 곳을 부건빌섬 전선 후방에 있는 병참 기지로 삼았지만, 제2차 세계 대전이 끝날 때까지 일본과 오스트레일리아, 미국의 지상전은 일어나지 않았다.